# Carl Pedersen
Carl Pedersen (Rø, Dinamarca, 25 de julio de 1883-Frederiksberg, Dinamarca, 18 de agosto de 1971) fue un gimnasta artístico danés, medallista de bronce olímpico en 1912 en el concurso por equipos "sistema libre".

## Carrera deportiva
En las Olimpiadas celebradas en Estocolmo (Suecia) en 1912 consigue el bronce en el concurso por equipos "sistema libre", tras los noruegos (oro) y finlandeses (plata), siendo sus compañeros de equipo los gimnastas: Axel Andersen, Hjalmart Andersen, Halvor Birch, Wilhelm Grimmelmann, Arvor Hansen, Christian Hansen, Marius Hansen, Charles Jensen, Hjalmar Peter Johansen, Poul Jørgensen, Carl Krebs, Vigo Madsen, Lukas Nielsen, Rikard Nordstrøm, Oluf Olsson, Steen Olsen, Oluf Pedersen, Niels Petersen y Christian Svendsen.